# Военная психология

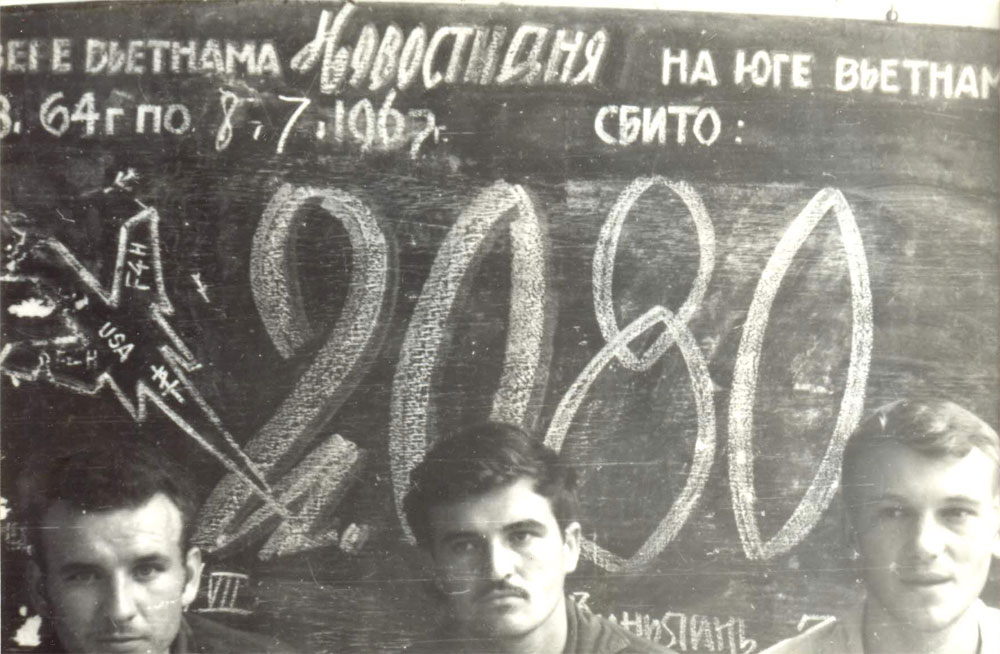
Доска ежедневного учёта количества сбитых американских самолётов и военные специалисты 43-го зенитно-ракетного дивизиона: 2 080 самолётов противника с 5 августа 1964 по 8 июля 1967 года.

Военная психология — раздел психологии, изучающий психологические проблемы, возникающие в процессе подготовки военнослужащих и ведения войны, составная часть военной науки.
Как особая дисциплина, военная психология появилась в начале XX века в связи с массовыми исследованиями личного состава вооружённых сил для его отбора, воспитания, обучения и расстановки.

## Задачи
Перечень проблем, исследуемых военной психологией, включает:
- определение психологических критериев отбора личного состава по родам войск (сил) и для специальных заданий;
- разработку психологических основ боевой подготовки;
- изучение взаимоотношений между начальствующим составом и подчинёнными, взаимоотношений в малых группах (экипажи танков, самолётов, подводных лодок);
- изучение поведения человека в специфических условиях (например, в самолёте или подводной лодке, в состоянии сильного утомления, ночью и т. д.) и поиск путей повышения эффективности восприятия;
- исследование особенностей мышления военачальников разного уровня;
- разработку методов психологической войны;
- и другие.

Особое место занимает изучение влияния стресса, вызванного боевой обстановкой, на поведение человека.

## Мотивация военнослужащих
Важнейшей характеристикой противоборствующих сторон является мотивация военнослужащих к ведению военных (боевых) действий. М. И. Дьяченко выделил три вида такой мотивации:
- широкие социальные мотивы (любовь к родине, ненависть к врагу, чувство воинского долга и т. п.);
- коллективно-групповые мотивы (товарищество, взаимовыручка, страх быть подвергнутым групповому презрению);
- индивидуально-личностные мотивы (стремление отличиться, получить награду, испытать свои возможности, заработать денег, врождённая агрессивность и др.)

Опыт показывает, что характер боевых действий военнослужащих (активный или пассивный, самоотверженный или самосохраняющий) во многом зависит от отношения к войне и её целям. Образ войны в сознании военнослужащих приобретает ту или иную эмоциональную окраску в зависимости от того, насколько успешно, на чьей территории ведутся боевые действия и какая часть населения своей страны физически и психологически принимает в них участие. Опыт войн убедительно показывает, что чаще побеждают те вооружённые силы, воины которых видят в противнике лютого и ненавистного врага.
От того, какой образ потенциального или реального конфликта сложился в общественном сознании, в значительной степени зависит возможность привлечения широких социальных мотивов для побуждения военнослужащих к активным боевым действиям. При отсутствии общественной поддержки военной акции, проявлении антивоенных настроений это становится проблематичным.
С точки зрения социолога В. В. Серебрянникова, среди людей можно выделить следующие типы по отношению их к войне: «воины по призванию», «воины по долгу», «воины по обязанности», «вооруженные миротворцы», «профессионально работающие на обеспечение армии и войны», «пацифисты», «антивоенный человек» и другие.
К первой категории — «воинов по призванию» — относятся те, кто желает посвятить жизнь военному делу. По мнению экспертов, она составляет около 3-5% дееспособного населения.
Ко второй категория — «воинов по долгу» — относятся те, кто, независимо от своего субъективного отношения к войне вообще, часто весьма негативного, оказавшись перед необходимостью защищать свою страну от захватчиков, сами добровольно идут на войну. По отношению ко всему военнообязанному населению, по данным некоторых социологов, они составляют 8-12%.
К третьей, как правило, самая многочисленной категории — «воины по обязанности» — относятся те, кто в целом негативно относится к службе в армии, но подчиняется закону о воинской обязанности. Они составляют около 40-50% всего военнообязанного населения.

## Влияние боевой обстановки на военнослужащих
Постоянная угроза жизни, здоровью, постоянное изменение боевой обстановки, длительные нагрузки, нередко превышающие пределы человеческих возможностей, утрата боевых товарищей, участие в жестоком насилии по отношению к врагу оказывают огромное воздействие на психику участников боевых действий.
По оценкам экспертов, около 90 % военнослужащих испытывают в бою страх в явно выраженной форме. При этом у 25 % из них страх сопровождается тошнотой, рвотой, у 20 % — неспособностью контролировать функции мочеиспускания и кишечника. Рядом исследований установлено, что примерно 30 % солдат испытывают наибольший страх перед боем, 35 % — в бою и 16 % — после боя.
В исследованиях военных специалистов указывается на то, что в бою лишь 20 — 25 % солдат самостоятельно проявляют необходимую активность (ведут прицельный огонь, целесообразно перемещаются на поле боя и т. п.), а остальные проявляют активность, лишь находясь на виду у командира. В его отсутствии они прячутся в безопасное место, имитируют выход из строя техники, оружия, психическую или физическую травму, «сопровождают» в тыл раненых сослуживцев.
Немецкий исследователь Е. Динтер выявил, что процесс адаптации к боевым действиям длится примерно 15 — 25 суток, после чего военнослужащий достигает пика морально-психологических возможностей. После 30 — 40 суток непрерывного пребывания в непосредственном соприкосновении с противником наступает истощение духовных и физических сил. Р. А. Габриэль считает, что если после 45 суток непрерывного пребывания на поле боя военнослужащие не будут отправлены в тыл, то они по своим психофизиологическим возможностям окажутся небоеспособными. Аналогичной точки зрения придерживаются американские психиатры Р. Свонк и У. Маршан. По их мнению, у 98 % военнослужащих, непрерывно участвующих в боевых действиях в течение 35 суток, возникают те или иные психические расстройства.
Неблагоприятное влияние на психологическое состояние личного состава оказывает также нарушение ритмов жизнедеятельности (привычного чередования активной деятельности, сна, отдыха, приёма пищи), непривычная местность, частая смена климатических условий, плохие погодные условия.
Установлено, что сложная боевая обстановка вызывает серьёзные психологические расстройства, и полную потерю боеспособности на определенное время у воинов со слабым типом нервной системы (среди военнослужащих их около 15 %). В аналогичных условиях воины со средним типом нервной системы (таких около 70 %) снизят активность боевых действий лишь на короткое время. Воины с сильным типом нервной системы (их примерно 15 %) не подвергаются ощутимому психотравмирующему воздействию боевой обстановки.
Во время Второй мировой войны в американской армии по причине психических расстройств были выведены из строя 504 тыс. военнослужащих, а около 1 млн. 400 тыс. имели различные психические нарушения, на некоторое время исключавшие участие в боевых действиях. Во время Корейской войны и войны во Вьетнаме психогенные потери в армии США составляли 24 — 28 % от численности личного состава, непосредственно участвовавшего в боевых действиях.
Немаловажное значение для психологического состояния военнослужащих имеют вера, суеверия, символы-ценности, способы регуляции психических состояний (ритуалы, обряды и т. д.).

Многие из военных усваивают себе, часто совершенно искренно и по убеждению в необходимости этого, особенную физиономию, привычки, речь. Эта манера, так сказать напускная, исчезает в бою неодолимо и заменяется другой, соответствующей врожденным инстинктам человека. Там люди хорошего закала и действительно храбрые проявляют это качество блистательно; другие, в обыкновенное время бойкие на словах, когда дело идет о войне, впадают в мрачное, убитое молчание; храбрые на словах, всегда, по-видимому, готовые на бой и поэтому приобретшие теоретическую репутацию неустрашимости, являются глубоко смущенными; некоторые даже постыдно исчезают во время дела, не способные обуздать своё волнение и оценить его последствия. Третьи, хотя и подвержены мучительной тревоге, сдерживают её усилием воли; но они ничего не видят, не слышат, не могут собрать своих мыслей и одинаково неспособны предводить или быть предводимыми. Люди хладнокровные, кроткие, считаемые зачастую робкими в мирное время, обнаруживают увлекающую храбрость и дают наилучший пример; сумасброды, у которых, по-видимому, голова не совсем в порядке, являют спокойствие, здравость суждения, распорядительность в неожиданных размерах. Во всем бой есть безошибочный оселок, дающий меру способностей и мужества каждого, помимо его и независимо от него.
После сражения большая часть оставшихся в живых мало-помалу принимают свою обычную манеру и физиономию, по-видимому и не помня даже о своем преображении во время боя; и представляется тогда наблюдению другое, новое зрелище; каждый в мере, допускаемой его положением, усиливается утвердить за собою славу успеха, отклонить ответственность за неудачу. Самолюбие, гордость, честолюбие заставляют пускаться в проделки, которые часто бывают не искренни и даже предосудительны. Бой, во время которого служили общему делу с лицом, поневоле открытым, уже забыт; начинается другой бой — личных интересов. Не один ловкач является перед общим мнением в маске и требует его благосклонности, с местом в бюллетене и в наградном списке. И от этого сколько сомнительных подвигов, удостоившихся чести опубликования! Сколько подвигов действительной храбрости и самоотвержения проходят безвестно, или узнаются слишком поздно благодаря тому, что виновники этих подвигов не трубили об них, или же поплатились за них жизнью, что часто бывает; или же, наконец, тяжело изувеченные, не находятся налицо.
Часто мне приходилось видеть все это и каждый раз становилось тяжело; это эксплуатация войны, в которой убитые, раненые, без вести пропавшие и скромные проигрывают; оставшиеся в живых, находящиеся налицо и нахальные — выигрывают.

## Психофизиологические процессы при опасности
В ситуации экстремального риска мозг человека начинает «готовиться» к вероятной травме и последующей за ней боли, генерируя внутренние, эндогенные наркотики (эндорфины и энкефалины). Наступает состояние, подобное состоянию опьянения. Страх смерти нивелируется, однако возникает риск потери ориентации.
Строевая подготовка постепенно формирует у солдата психологическое ощущение принадлежности к большой группе, существование которой важнее судьбы отдельного входящего в нее индивида. В бою, в частности при атаке, энергия группового давления блокирует страх индивидуальной смерти.

## Отношение к убийству врага
Исследования армейских психиатров показали, что самой главной причиной боевой психической травмы на европейском театре Второй мировой войны был страх перед убийством других людей, а не, как многие бы подумали, страх быть убитым (или раненым), который оказался на втором месте. Также 75 % солдат вовсе не открывали огонь в сторону противника. Многие социологические исследования указывают на то, что среднестатистический солдат испытывает отвращение к убийству. После битвы при Геттисберге было обнаружено более 27 тысяч брошенных винтовок, 90 % из которых были заряжены; для того, чтобы зарядить винтовку того типа, требовалось в 19 раз больше времени, чем для того, чтобы совершить выстрел, и если предположить, что большинство солдат стреляло, то среди брошенных винтовок лишь 5 % должно было быть заряженными. Объяснить это можно тем, что большинство солдат с обеих сторон заряжали винтовки, возможно даже изображали выстрел, если кто-то неподалёку его действительно совершал, но на самом деле никак не могли выстрелить сами. А многие из тех, кто всё же стреляли, вполне вероятно не целились во врага.
Американский публицист и бывший подполковник Дейв Гроссман утверждает, что сильное отвращение к убийству присуще 98 % солдат. Это сходится с предположением, что лишь приблизительно 2 % населения составляют социопаты со слабым эмоциональным восприятием. Также это сходится с тем фактом, что после 60 дней продолжающихся сражений 98 % выживших солдат получают психологические травмы, и только 2 % «агрессивных психопатов» проблемы такого рода не касаются, поскольку они не испытывают никакого отвращения к убийству.

Большинству людей присуще сильное внутреннее отвращение к убийству своего сородича. Сопротивление настолько сильно, что во многих обстоятельствах солдаты на поле боя погибнут прежде, чем смогут его преодолеть.— Дейв Гроссман
Вопросу того, какой процент мужского населения способен совершить убийство без сожалений и раскаяния, разные исследователи дают оценку от 1 % до 5 %. Также есть оценка, исходя из которой около 5 % мужчин во всей человеческой популяции получают садистское удовольствие от совершения актов насилия и причинения вреда любого рода.
Исходя из военных свидетельств, убийства совершаются подавляющим меньшинством солдат, тогда как большинство лишь играет роль массовки, призванной навести шум и дезориентировать врага. Один голландский офицер в 1937 году сказал: «В каждом бою лишь немногие выполняют свою работу, остальные же присутствуют для антуража; впрочем, этот антураж необходим».
Кроме этого, есть объяснение, исходя из которого ингибитор насилия можно преодолеть через дистанцирование и перекладывание ответственности, что особенно касается войн современности. Например, в сравнении с пехотинцами, отвращение к убийству не наблюдалось среди артиллеристов, членов экипажей бомбардировщиков и военно-морского персонала; это также справедливо и в случае пулемётчиков.
Также в современных контрактных армиях, например в Вооружённых силах США, тренировки нацелены на подавление внутреннего отвращения к убийству, превращение его из осознанного действия в условный рефлекс.

## Долгосрочные психологические последствия участия в боевых действиях
Психика людей, перестроенная под потребности войны, оказывается неприспособленной к мирной обстановке, к стандартным ценностям общества, к оценке мирными гражданами пережитого участником военных действий. У ветеранов войны часто проявляются навязчивые воспоминания, ночные кошмары, агрессивность, ненависть к бывшему противнику, что указывает на посттравматическое стрессовое расстройство. Мощными факторами психической травматизации являются ранения, особенно вызвавшие инвалидность.
Примерно у 25 % ветеранов войны во Вьетнаме отмечалось развитие неблагоприятных личностных изменений после полученной психотравмы. В литературе распространены сведения, что к началу 1990-х гг. около 100 000 ветеранов этой войны покончили жизнь самоубийством (данная цифра оспаривается некоторыми авторами как чрезвычайно завышенная), 40 000 вели замкнутый, почти аутичный, образ жизни. Среди раненых и инвалидов войны доля тех, у кого проявлялось посттравматическое стрессовое расстройство, превышала 42 %, тогда как среди физически здоровых ветеранов войны их было 10 — 20 %.
По данным на ноябрь 1989 года, 3 700 советских ветеранов войны в Афганистане находились в заключении, количество разводов и острых семейных конфликтов составляло в семьях «афганцев» 75 %; более двух третей ветеранов не были удовлетворены работой и часто меняли её из-за возникающих конфликтов, 90 % студентов-«афганцев» имели академическую задолженность или плохую успеваемость, 60 % страдали от алкоголизма и наркомании.
Психологической реабилитации ветеранов боевых действий способствуют:
- Их достойная встреча при возвращении домой
- Публичное признание социальной значимости их участия в боевых действиях
- Признание их нового, более высокого социального статуса
- Понимание специфических ценностей боевого братства, особенностей психических реакций и поведения ветеранов
- Вовлечение ветеранов в активную общественную работу
- Создание условий для поддержания благоприятной психологической атмосферы в семье
- Раннее выявление, быстрое и позитивное разрешение межличностных конфликтов с участием ветеранов
- Постепенное «стирание» социальной стратификации по критерию участия в боевых действиях

## История появления
Первые теоретические работы на тему военной психологии появились во второй половине XX века. Свой вклад внесли известные российские психологи и врачи-психиатры В.М. Бехтерев, М.И. Аствацатуров, Г.Е. Шумков и другие.
Основателем военной психологии в России считается обобщивший их теоретическую и практическую работу Шумков Герасим Егорович (1873-1933), российский военный врач, врач-психиатр, психолог, психофизиолог, участник Русско-японской войны, ученик Бехтерева.